# Rhysotoechia applanata
Rhysotoechia applanata är en kinesträdsväxtart som beskrevs av B. Etman. Rhysotoechia applanata ingår i släktet Rhysotoechia och familjen kinesträdsväxter. Inga underarter finns listade i Catalogue of Life.